# Christian Høegh
Hans Jørgen Christian Høegh, född den 30 april 1738, död den 10 december 1805, var en dansk präst och agronom. Han var bror till Ove Høegh-Guldberg. 
Høegh hörde till de inte så få präster, som mot 1700-talets slut ägnade sig åt frågor som hängde samman med lantbruk och lanthushållning. Hans huvudverk är en Vejvisning for en Bonde, som har faaet sine Jorder udskiftede af Fællesskabet, som utkom tre år efter lagen om skifte av den 15 juni 1792 och med sina många och utförliga råd blev till stor nytta. Skriften belönades med Landhusholdningsselskabets första guldmedalj och översattes till tyska och svenska.